# Four à bois (industrie)

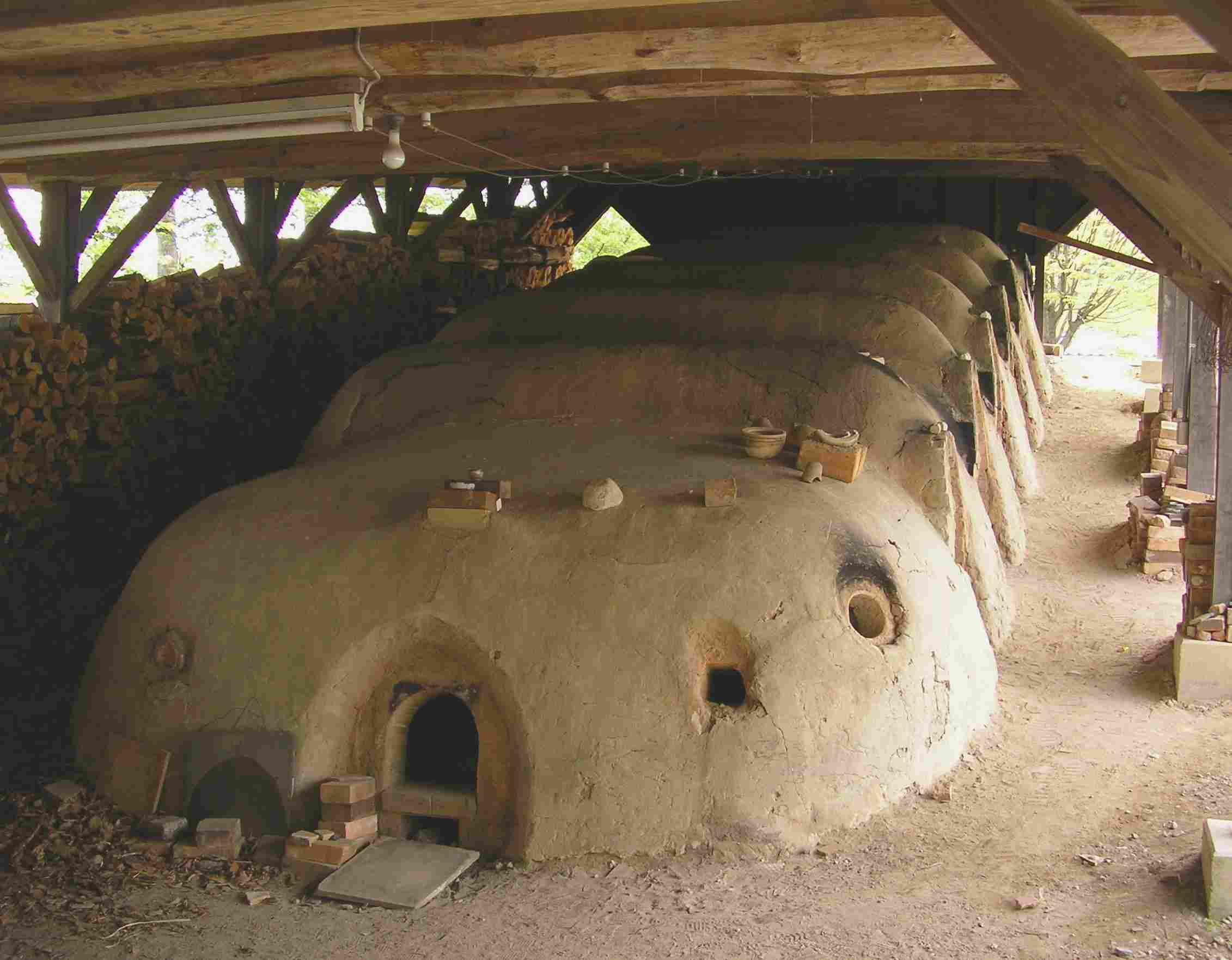
Four dragon (Japon).

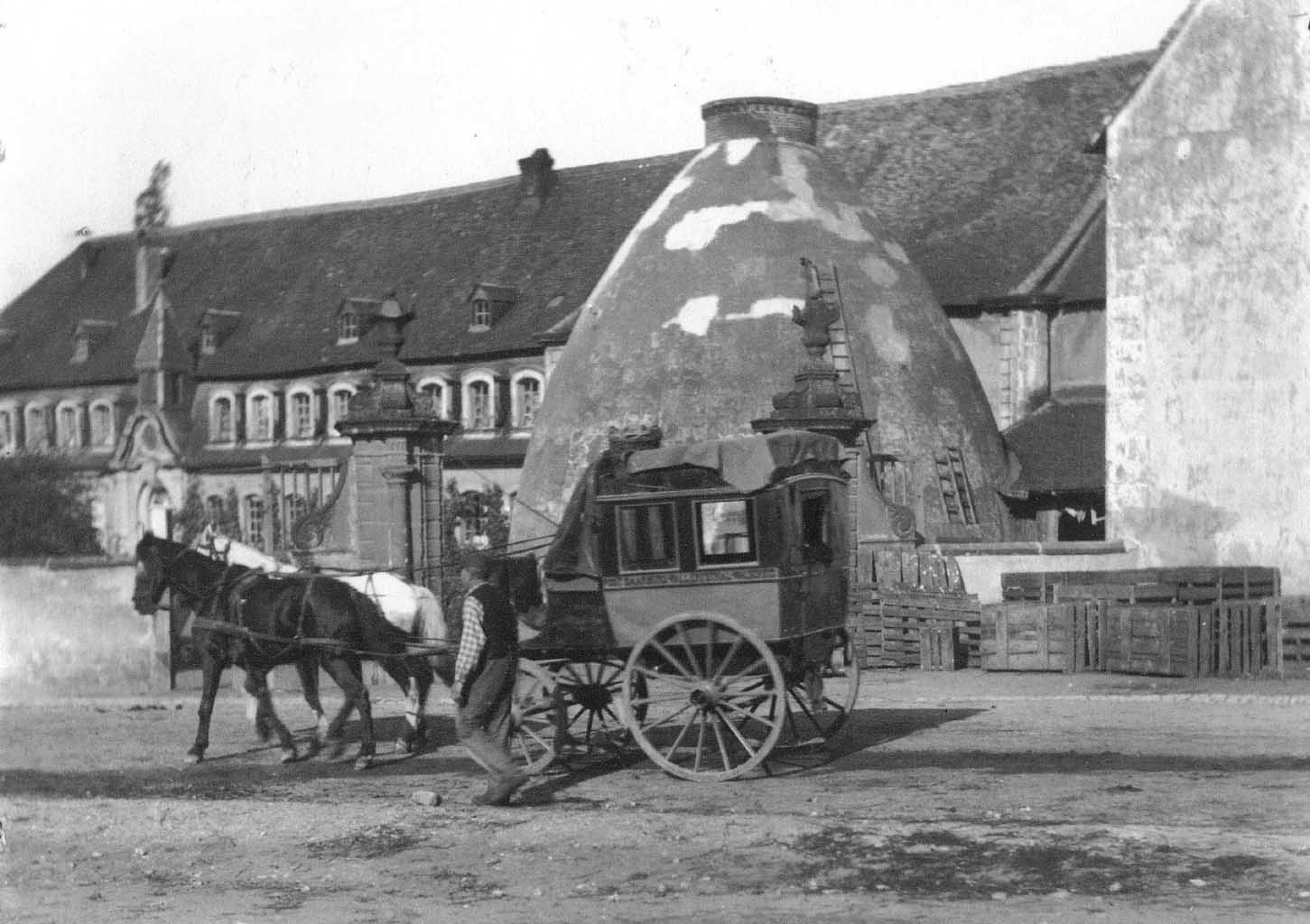
Les fours à bois de la Faïencerie de Niderviller vers 1900

Un four à bois est un four utilisant, comme combustible, le bois et dans lequel les cendres végétales peuvent également, dans certains cas, être utilisées à des fins de glaçure.
Les fours à bois ont été les premiers fours utilisés pour la cuisson des céramiques. C'est à eux que l'on doit la production en Chine et au Japon des très beaux céladons et autres céramiques de valeur.
Bien qu'ils puissent atteindre des températures suffisantes pour produire de la porcelaine, ils exigent cependant une grande maîtrise dans le choix du bois de chauffe, la préparation, la conduite et la surveillance de la cuisson.

## Les types de fours

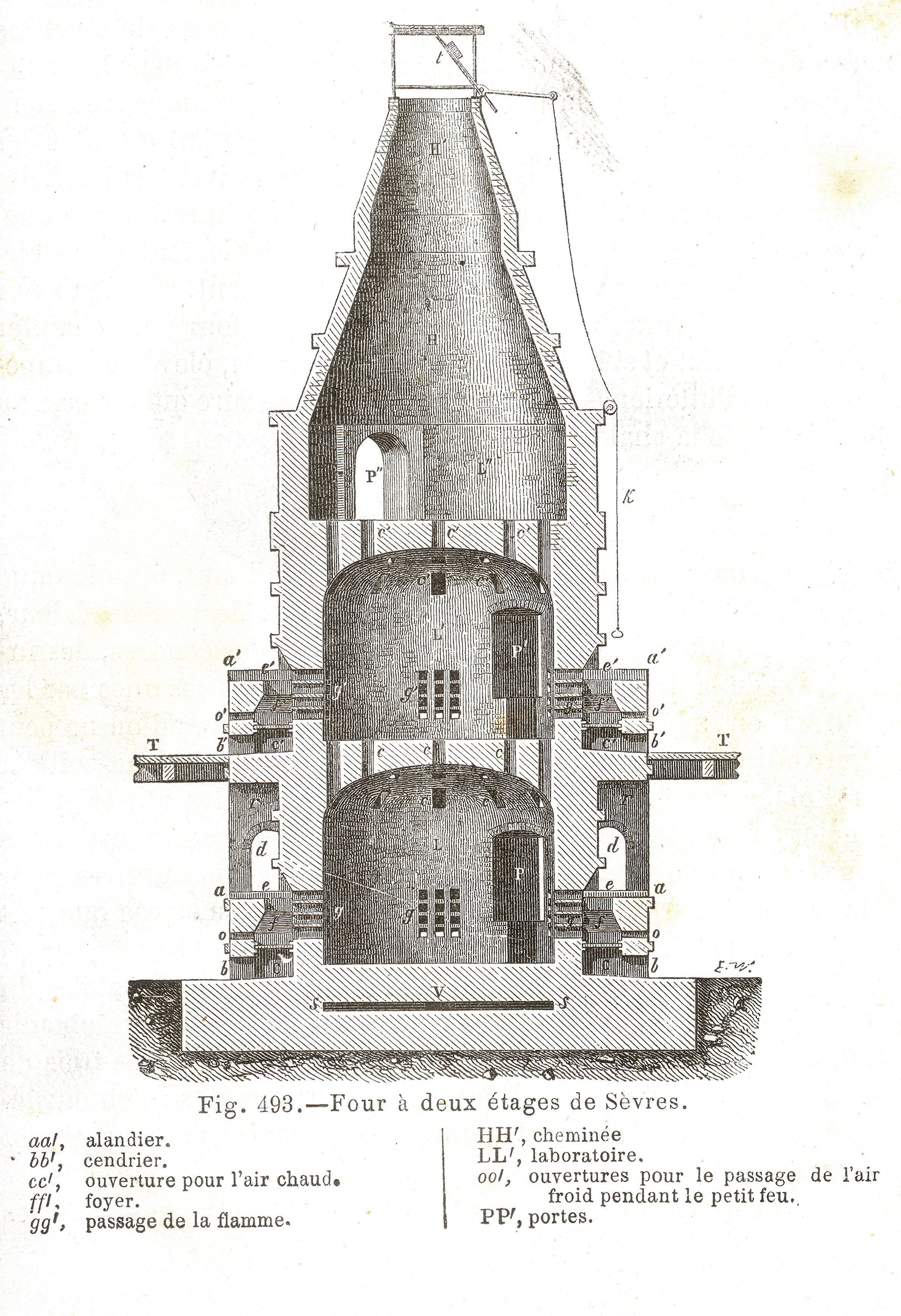
Four à céramique de Sèvres. Dictionnaire de chimie industriel (Barreswil, A. Girard) 1864.

Il existe plusieurs types de fours à bois pour la céramique. Ces fours ont connu de multiples variantes et évolutions, guidées par plusieurs impératifs :
- Atteindre des températures plus élevées pour vitrifier les porcelaines, environ 1 350 °C, ou créer de nouveaux effets de glaçures.
- Augmenter leur capacité, les fours chinois pouvant cuire simultanément plusieurs milliers de pièces afin de répondre à l'engouement pour leurs productions.
- Réduire les temps de cuisson afin d'économiser le combustible et d'accélérer la fourniture des pièces.
- Mieux contrôler les cuissons réductrices nécessitées par la production des grès et de certains émaux.
- Actuellement il existe des recherches pour que ces fours à bois émettent moins de particules fines et soient moins énergivore tout en offrant des résultats similaires.

### Les modes de cuisson
Les fours à bois peuvent être :
- à flamme directe, type Anagama, dans lesquels les flammes traversent l'empilage des pièces à cuire avant de s'échapper par une cheminée ;
- à flamme renversée, les flammes étant guidées vers la voûte et rabattues pour une cuisson plus homogène. Ce modèle fut mis au point à la Manufacture nationale de Sèvres ;
- à chaleur radiante, le contact direct avec les flammes étant remplacé par une circulation de la chaleur dans des canalisations (fours de moufle, fours à tubulures).

### La forme des fours

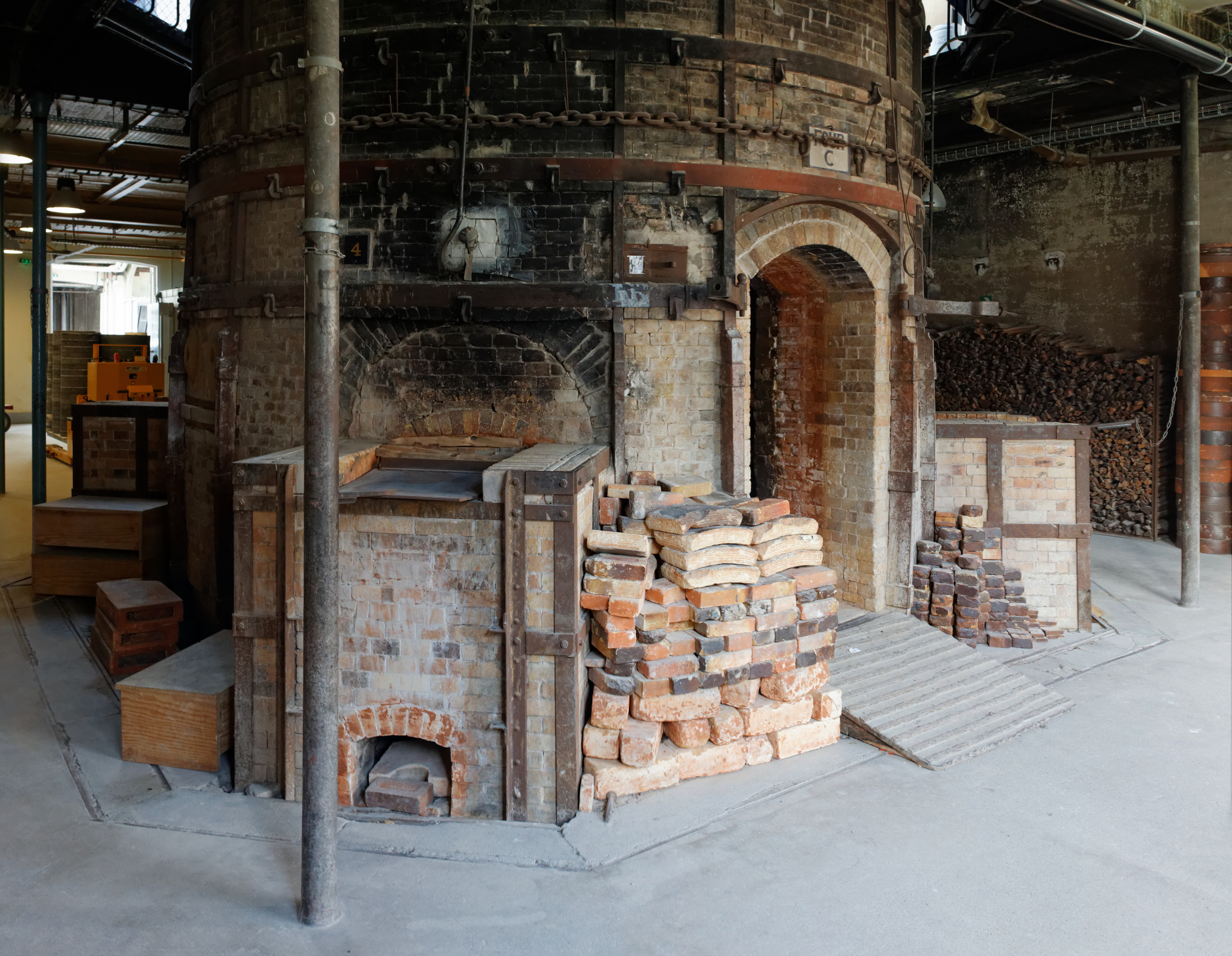
Entrée d'un four à la manufacture nationale de Sèvres.

Les fours les plus primitifs sont de type four semi-enterré avec un foyer et une chambre de cuisson séparés par une sole portée par un pilier central. Ils sont couverts d'un dôme en argile ou en brique crue à l’intérieur d’une enveloppe de pierres. Les voûtes de ces fours incorporent fréquemment des fragments de poteries issus de précédentes cuissons. Ces fours dépassent rarement 800 °C.

Four couché multi-chambres type Noborigama (Japon).

Les fours couchés, dans lesquels le tirage est horizontal ou oblique, exploitent la pente d'une colline, et vraisemblablement, à l'origine, la présence de grottes. Ces fours, très répandus en Asie du fait de la topographie, comportent une chambre (Anagama) ou une succession de chambres ascendantes (four dragon ou Noborigama). On les trouve en exploitation en Chine dès le XVIIe siècle av. J.-C. 

Ils apparaissent en France en Puisaye au XVIe siècle et à Malicorne-sur-Sarthe au XIXe siècle.
Dans les fours verticaux, le foyer est situé en partie basse, sous un ou plusieurs étages de pièces à cuire. Cette disposition permet d'exploiter rationnellement les diverses températures en fonction des pièces à cuire. La partie basse est réservée à la cuisson d'émaillage, les chambres supérieures à la cuisson de dégourdi et au réchauffage des casettes.
Du fait des contraintes techniques inhérentes à la construction de ce type de four, il faudra attendre 1797, à Berlin, et 1810, à Sèvres, pour le voir apparaître.

### Les principaux modèles
- Le four dragon type Noborigama[3] (chinois :龙窑 ; pinyin : lóngyáo). Ces fours couchés à chambres ascendantes furent utilisés dès l'époque Shang dans la province du Zhejiang, et devinrent dès lors très populaires dans le sud de la Chine. Il s'agit de fours construits sur une pente de 8 à 20 degrés, de très grande taille, puisqu'ils avaient souvent de 30 à 80 mètres de longueur, et de grande capacité. Ces fours longyao étaient chauffés au bois, et pouvaient atteindre des températures dépassant 1 200 °C[4].

Coupe longitudinale d'un four de type Anagama
1 Porte, 75 cm de large.
2 Foyer.
3 Sol en terrasses en sable réfractaire.
4 Etouffoirs.
5 Conduit.
6 Cheminée.
7 Voûte réfractaire.

- Le four Anagama. Sa chambre unique et sa haute cheminée assurent un excellent tirage. Il permet des cuissons plus rapides et une moindre consommation de combustible. Introduit durant le XVIe siècle (Dynastie Ming).
- Le four vertical type Sèvres. Six grands fours à bois seront construits en 1877 sous la direction d'Ambroise Milet. Ces fours sont aujourd'hui classés monuments historiques.

Le bois utilisé pour chauffer ces fours est exclusivement du bois de bouleau. Sa combustion forte et rapide est uniforme, sa flamme est longue et il dégage peu de cendres. Ce bois est le seul capable de porter le four aux températures recherchées (petit feu vers 800 °C, grand feu vers 1300 °C). Ce four possède quatre foyers pour bien répartir la chaleur.
Une cuisson nécessite 25 stères de bois qui seront brûlés en une journée et demie avec une technique précise de montée en température. Le four met ensuite entre quinze et vingt jours pour se refroidir.
- Le four à moufle comporte une double enveloppe. La chaleur circule entre les deux parois externes, évitant le contact direct des flammes et des cendres avec les pièces à cuire. Les casettes utilisées lors de l'enfournement des pièces délicates représentent un modèle simplifié de moufle. Le moufle peut prendre également la forme d'une chambre interne en matériau réfractaire dans laquelle sont placées les pièces à cuire[5].
- Le four à récupération de chaleur permet de recycler la chaleur évacuée par la cheminée pour préchauffer l'air primaire avant que celui-ci n'entre dans l'alandier et alimente le feu en oxygène. Ce type de four permet d'économiser beaucoup de bois en évitant l'entrée d'air froid. Les fours traditionnels types Sèvres ont donné naissance au four Phoenix à récupération, mais d'autres fours plus évolués comme le four Feller permettent de cuire un mètre cube de céramique avec un mètre cube (1 stère) de bois.

## Particularités des fours à bois

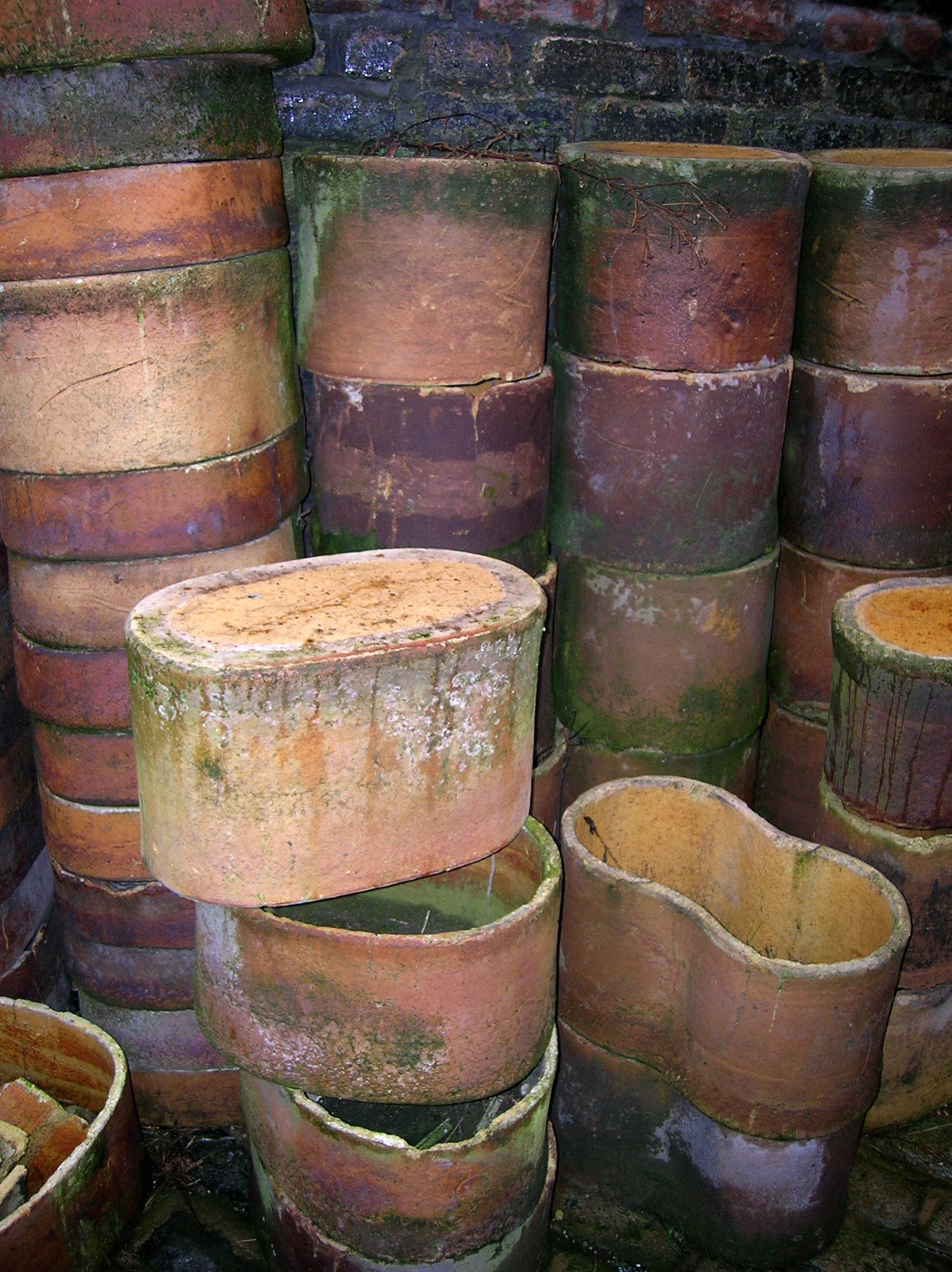
Casettes au Gladstone Pottery Museum.

### Les cendres
Les fours à bois ont la particularité de projeter des cendres sur les pièces en cours de cuisson. Ces cendres, chargées en oxydes métalliques, modifient la couleur de l'émail à la surface des céramiques.

Les premières poteries en porcelaine ont été fabriquées dans des fours à bois. Pour préserver leur blancheur, il a fallu protéger les céramiques contre les dépôts de cendres par un système de casettes. Ce procédé sera utilisé jusqu'à l'introduction des fours de moufle dans lesquels la flamme passe dans des conduits qui la séparent des pièces à cuire.

### Les braises
Les pièces contemporaines dites « brutes » utilisent l'effet des braises sur le matériau céramique. Cet effet attaque les surfaces du matériau et donne un rendu très chaotique recherché par les amateurs.

### La cuisson
La conduite de la cuisson d'un four à bois est très délicate et requiert une certaine expérience. Elle peut durer de quelques heures à quelques jours voire quelques semaines. Elle se déroule en plusieurs phases:
- Le bassinage : il consiste à faire s'évaporer l'eau présente dans les céramiques. Les céramiques recèlent généralement une « eau de façonnage ». Même une céramique sèche contient encore de l'eau en raison de l'humidité de l'air. Le bassinage s'arrête quand le four atteint environ 100 °C dans tout son volume.
- Le petit feu : il s'agit de monter de 100 °C à 1 000 °C. Durant cette période délicate, jusqu'à 300 °C notamment, des explosions de pièces peuvent survenir si l'on monte trop vite en température. Ces explosions viennent de l'eau encore présente dans les pièces (eau dite « chimique » ou « de composition »).
- Le grand feu : de 1 000 à 1 250 °C-1 280 °C (cuisson de grès) ou 1 350 °C (cuisson de porcelaine), il s'agit de donner au tesson sa solidité finale[6] et de permettre aux émaux de fondre.

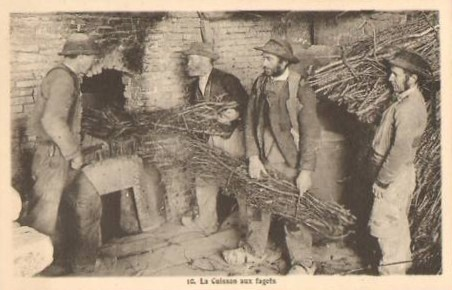
Cuisson des faïences de Quimper, début XXe siècle.

### La succession des atmosphères oxydantes et réductrices
À chaque fois que le cuiseur met du bois dans l'alandier, le bois se consume en consommant beaucoup d'oxygène. Pendant le petit et surtout le grand feu, l'air est en quantité insuffisante pour apporter tout l'oxygène requis par la cuisson. Cela crée une atmosphère réductrice qui change la nature et l'apparence de la terre et des émaux. Entre deux charges de bois, une atmosphère neutre ou oxydante peut parfois apparaitre si le cuiseur ne recharge pas aussitôt. Cela crée un cycle d'oxydation et de réduction particulier que l'on ne peut pas trouver naturellement dans un four électrique.
Ce cycle provoque des changements sur les pièces et donne un caractère tout à fait spécifique aux pièces cuites au bois, qui vient s'ajouter aux effets de l'émail de cendre.
Durant le petit feu, c'est principalement la terre et certains émaux (comme le rouge de cuivre appelé « sang de bœuf ») qui sont affectés par ces cycles de réduction.
Durant le grand feu, ce sont les émaux qui sont principalement affectés par les réductions, la terre étant déjà « fermée » donc moins sensible à la réduction.

### Le combustible
Pour produire des températures de 1 200 °C et plus, seul du bois sec de trois ans au moins permet de monter correctement en température. Tous les bois ne sont pas adaptés à la cuisson, on préférera :
- le bouleau
- le pin
- le chêne
- l'acacia

Le bois doit être refendu, la cuisson avec de grosses bûches étant utilisée uniquement pour le bassinage. Parfois on utilise même des buches de bois vert ou pas complètement sec afin de ne pas avoir une montée de température trop brusque pendant le bassinage et un feu lent et continu. En fin de cuisson, l'utilisation de boisseaux ou « bourrés », qui sont de fines branches attachées entre elles en bottes, permet une production rapide de température. En effet, les derniers 100 °C ou 200 °C sont les plus difficiles à atteindre.

### La température
La température dans un four à bois était traditionnellement suivie grâce à des cônes pyrométriques qui se penchent et s'affaissent à une température donnée. Il existe les cônes Orton et les cônes Seger. Ils sont numérotés et fondent chacun à un niveau de température.
On utilise aujourd'hui un pyromètre et une sonde à thermocouple qui donnent une lecture permanente et plus précise de la température.
Une autre manière est la méthode visuelle: la couleur du four commence par un rouge profond à 650 °C et finit par un blanc brillant semblable à celui du soleil à 1 280 °C et 1 300 °C.
Dans la cuisson au bois, la période la plus délicate pour le contrôle de la température est souvent le bassinage. Si la température augmente trop rapidement, l'eau contenue dans les pièces (eau de façonnage utilisée pour réaliser la pièce ou bien eau chimique qui lie certaines molécules dans l'argile en train d'être cuite) peut subitement se transformer en vapeur alors qu'elle est enfermée dans le tesson en train de cuire. La vapeur d'eau à l'état gazeux exerce alors une pression interne qui fait exploser la pièce. Les pièces qui l'entourent sont souvent également détruites.
Afin d'éviter ces incidents, le conducteur de cuisson réalise, en début de cuisson, une montée en température très progressive. Une feuille de papier journal est placée dans le four. Celle-ci s'enflammera spontanément à partir de 177 °C. Une autre méthode consiste à placer un miroir au-dessus de la cheminée pour voir si de la vapeur d'eau se condense sur sa surface. Dans ce cas, de l'eau est toujours en train de s'évacuer des pièces, et la température ne peut pas être trop augmentée.